# 芥叶缬草
芥叶缬草（学名：Valeriana sisymbriifolia）为忍冬科缬草属的植物。分布在俄罗斯以及中国大陆的新疆等地，生长于海拔2,800米的地区，一般生长在山坡，目前尚未由人工引种栽培。